# ألي ميلر
ألي ميلر (بالإنجليزية: Allie Miller)‏ هو لاعب كرة قدم أمريكية أمريكي، (ولد في مقاطعة ليكومينغ في الولايات المتحدة 1886 – 1959 م).